# 澳远志
澳远志（學名：Emblingia calceoliflora）又名龙柱花，是澳远志科（Emblingiaceae）及澳远志屬的唯一物種，属于真双子叶植物十字花目，只生长在澳大利亚的西海岸，是当地的特有种。
本种植物是多年生亚灌木，单叶对生，有多个托叶；花大，花冠朝下，花瓣5，不等大，有两片最大；果实为蒴果。
1981年的克朗奎斯特分类法将其列在远志科中，属于远志目，1998年根据基因亲缘关系分类的APG 分类法认为应该单独分出一个科，属于十字花目之下， 2003年经过修订的APG II 分类法维持原分类。